# Bistro Dodo
Bistro Dodo is het 137ste stripverhaal van De Kiekeboes. Dit album voor de reeks van Merho werd door striptekenaar Kristof Fagard getekend, inkt door Peter Koeken. Het album verscheen op 10 september 2013.

## Verhaal
Van de Kasseien heeft het licht gezien: hij gaat investeren in de vleesindustrie. Zelf heeft hij echter ander vlees in handen op Tenerife en dus mag Marcel Kiekeboe gaan onderhandelen met een bende dodokwekers op Texel. Maar die blijken geen al te frisse bedoelingen te hebben...

## Achtergronden bij het verhaal
- Balthasar Boma, in zijn gedaante als stripfiguur uit F.C. De Kampioenen (stripreeks), heeft aan het einde van het verhaal een cameo.